# Louis Verreydt
Louis Verreydt   (Noorderwijk, 25 de novembre de 1950 - Herentals, 13 d'agost de 1977) va ser un ciclista belga que fou professional entre 1972 i 1975. Del seu palmarès destaca el Campionat del Món en contrarellotge per equips de 1971. Va participar en els Jocs Olímpics de 1972.
Va morir a conseqüència d'un atac de cor.

## Palmarès
- 1971
  -  Campió del món en contrarellotge per equips (amb Gustaaf Van Cauter, Gustaaf Hermans i Ludo Van Der Linden)
  - 1r a la París-Roubaix amateur
  - 1r a la Rund um Sebnitz
  - Vencedor d'una etapa a Volta a Bèlgica amateur
- 1972
  - 1r a la Fletxa de Heist
  - Vencedor d'una etapa al Gran Premi Guillem Tell
- 1973
  - 1r a Le Samyn
- 1974
  - 1r a l'A través de Bèlgica